# Encantamento de minhocas

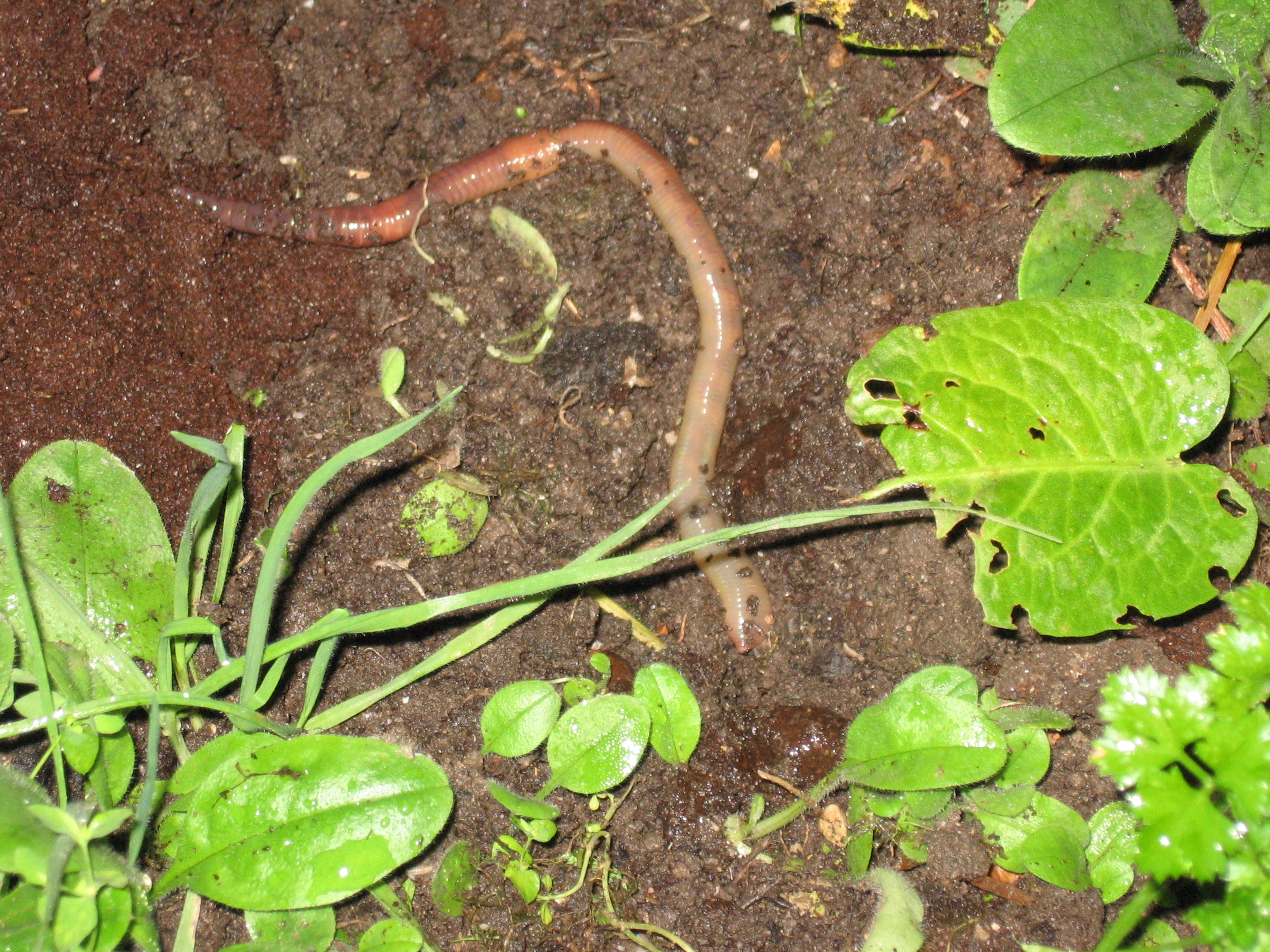
Uma minhoca, em solo úmido.

Encantamento de minhocas é um método utilizado para atrair minhocas para a superfície da terra. A atividade é geralmente realizada para coletar iscos para pesca, mas também pode assumir a forma de um desporto competitivo. Como técnica e profissão está em decadência, sendo transmitida de uma geração para outra para garantir que sobreviva.

## Métodos
A maioria dos métodos usados pelos encantadores de minhocas envolvem a vibração do solo, o que incentivaria as minhocas a subir à superfície. Em 2008, pesquisadores da Vanderbilt University demonstraram que as minhocas sobem à superfície porque as vibrações são semelhantes àquelas produzidas pelas toupeiras, que escavam em busca de minhocas. A mesma técnica é utilizada por muitas espécies de aves, que devoram as minhocas quando elas surgem na superfície.
Em inglês, a atividade é conhecida por vários nomes diferentes e os aparelhos e técnicas variam significativamente."Worm grunting" geralmente refere-se à utilização de um "stob", uma estaca de madeira, que é movida sobre o solo, e um "rooping iron", que é usado para esfregar a estaca. "Worm fiddling" também utiliza uma estaca de madeira, mas utiliza um serrote cego, que é esfregado sobre seu topo.
As técnicas variam de aspergir a relva com água, chá e cerveja até acupuntura, música ou apenas produzir vibrações com um garfo de jardinagem. Em algumas competições organizadas, o uso de detergentes e cavadores mecánicos são proibidos. Existem muitos outros métodos, que vão de sapateado até meditação.

## Condições do solo
Minhocas são encontradas mais comumente em solo molhado ou úmido e tendem a afastar-se do solo seco. O sucesso do encantador de minhocas depende, muitas vezes, destas condições do solo, e eles escolhem locais úmidos ou usam água para atrair as minhocas.

## Encantador de minhocas enquanto profissão
Minhocas são vendidas como um isco vivo para os pescadores e muitos vendedores utilizam técnicas de encantadores para fazer o seu estoque. Em alguns lugares, encantadores profissionais precisam obter uma licença, a fim de poder exercer seu negócio.

## Encantamento de minhocas desportivo
Na maioria das competições o competidor (ou competidores) que coletarem o maior número de minhocas num tempo definido, são declarados vencedores. Eles geralmente recebem por sorteio uma área na qual desempenham o "encantamento", medindo cerca de três metros quadrados.
Um dos primeiros eventos de encantamento de minhocas ocorreu num festival escolar na Willaston County Primary School em Willaston, Cheshire. O "World Worm Charming Championship" começou em 1980 e hoje é um evento anual que celebra o desporto. Foi organizado pelo então diretor John Bailey, que escreveu as regras originais da competição. O atual recorde mundial, como indicado no Guinness World Records, foi estabelecido no primeiro evento pelo adolescente Tom Shufflebotham, que coletou 511 minhocas em 30 minutos.
As regras do Reino Unido e da Federação Europeia de Encantadores de Minhocas incluem um pedaço de terra não superior a 3 por 4 pés, um período de aquecimento de cinco minutos, uma equipa de três pessoas (encantador, apanhador e contador) e que todas as minhocas devem ser devolvidas ao solo após a competição (de acordo com a British Association of Worm Length Supporters (BAWLS).

### Nos Estados Unidos
Em 2000, o "Worm Gruntin' Festival" começou em Sopchoppy, Flórida, que afirma ser a "Capital Mundial" do desporto. O evento inclui um baile e a coroação de uma rainha do festival.